# Rocko Schamoni
Rocko Schamoni, pseudonyme de Tobias Albrecht, né à Lütjenburg (Allemagne) le 8 mai 1966, est un artiste allemand, auteur, musicien, acteur, propriétaire du club et membre du trio comique Studio Braun (de).
Il porte aussi les pseudonyme de King Rocko Schamoni, Bims Brohm, IBM Citystar, Mike Strecker et Silvio Strecker.